# William Gyves
William Gyves (tháng 7 năm 1867 – không rõ) là một cầu thủ bóng đá người Anh. Sinh ra ở Manchester, ông thi đấu ở vị trí thủ môn cho Newton Heath LYR. Ông có màn ra mắt trong trận đấu vòng loại thứ hai Cúp FA trước Bootle ngày 25 tháng 10 năm 1890; đội chính đồng ý đá giao hữu với Darwen cùng ngày, nên cả hai đội đồng ý sử dụng đội hình dự bị. Sau đó trong mùa giải, ông có lần ra sân cho đội chính ở vòng ba Manchester Senior Cup, với trận hòa 2–2 trên sân nhà trước Hurst trước 14 tháng 2 năm 1891.